# Afrotachardina brachysetosa
Afrotachardina brachysetosa är en insektsart som först beskrevs av Chamberlin 1923.  Afrotachardina brachysetosa ingår i släktet Afrotachardina och familjen Kerriidae.
Artens utbredningsområde är Uganda. Inga underarter finns listade i Catalogue of Life.